# أكسازين

المتصاوغات الثمان لمركبات الأكسازينات

الأكسازينات هي صنف من المركبات العضوية الحلقية غير المتجانسة وغير المشبعة؛ تتألف هذه المركبات بنيوياً من حلقة سداسية حاوية على ذرتين غير متجانستين، ذرة نتروجين وذرة أكسجين. تسمى مجموعة هذه المركبات ومشتقاتها باسم أكسازينات.
يستخدم مشتق من مشتقات الأكسازينات وهو ثنائي هيدرو-3,1-أكسازين ككاشف في اصطناع مايرز Meyers synthesis. يعطي التحلل الحيوي لمركب تريبتوفان اثنين من مشتقات ثتائي أوكسازين وهما سينابارين وحمض السيناباريك.

## ديوكسازينات
توجد الأكسازينات في الطبيعة كوحدات بنائية في عدد من الصبغات الطبيعية، مثل الخضاب البنفسجي 23. وذلك على ششكل مركبات تدعى ديوكسازينات Dioxazines.

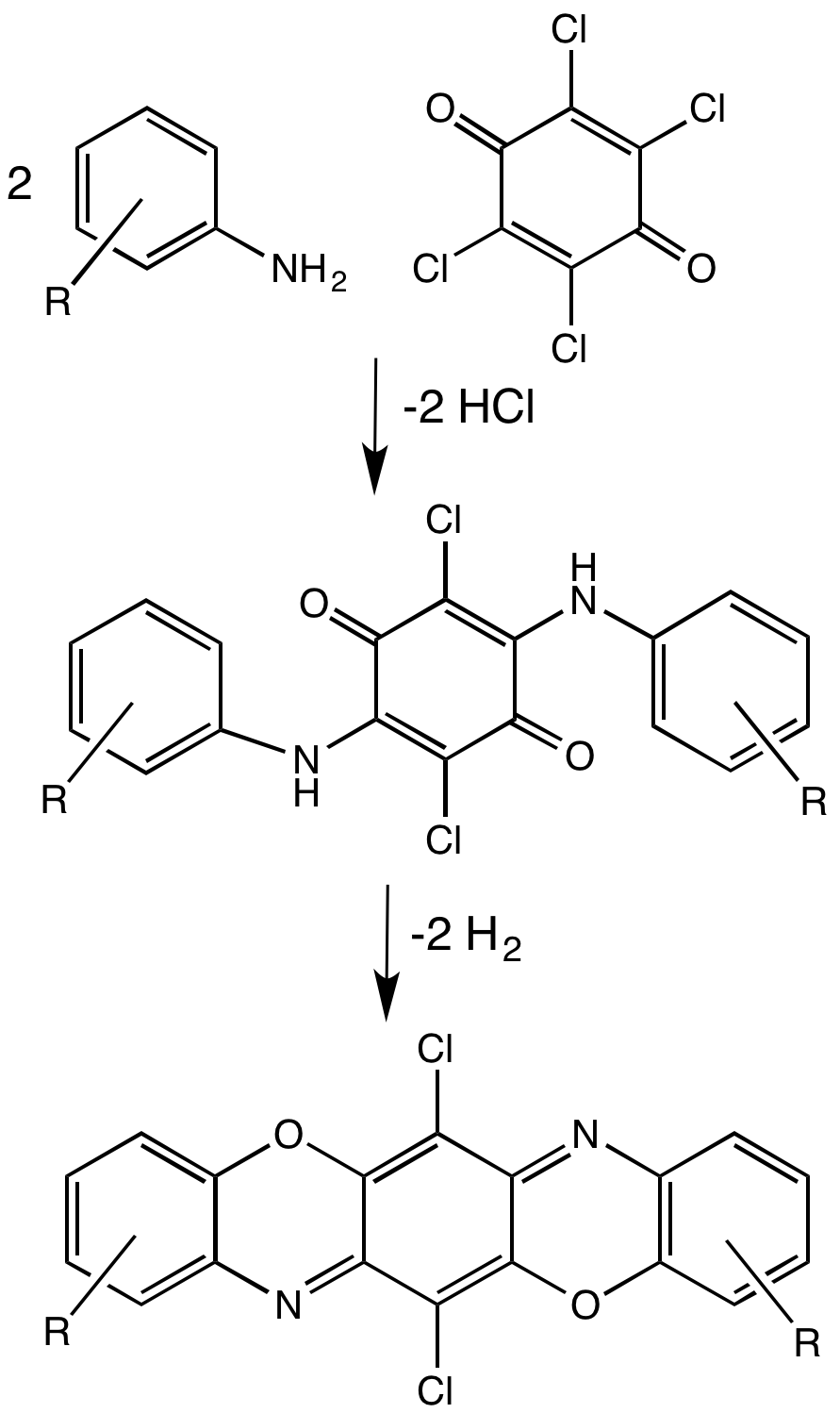
مخطط اصطناع أصبغة الديوكسازينات.

## بنزوكسازينات
تتشكل مركبات بنزوكسازينات من تفاعل الفينولات أو فورم ألدهيد أو الأمينات الأولية بالتسخين إلى حوالي 200 °س حيث يحدصث تفاعل تشبيك بوليميري. يكون للبوليمير الناتج متصلب بالحرارة، وله صفات عملية وميكيانيكية مميزة، فهو مقاوم للهب والحريق بالمقارنة مع ريزينات الإيبوكسي والفينولات.

## معرض صور

## اقرأ أيضاً
- أكسازيريدين
- ثيازين